# Beauprea montana
Beauprea montana är en tvåhjärtbladig växtart som först beskrevs av Brongn. & Gris, och fick sitt nu gällande namn av Virot. Beauprea montana ingår i släktet Beauprea och familjen Proteaceae. Inga underarter finns listade i Catalogue of Life.